# Selección femenina de voleibol de Ucrania
El equipo nacional de voleibol femenino de Ucrania (en ucraniano: Жіноча збірна України з волейболу,  Zhinocha zbirna Ukrai'ny z volejbolu ) representa a Ucrania en las competiciones y partidos amistosos de voleibol femenino. Después de la disolución de la Selección de voleibol de la Unión Soviética, el equipo compitió por primera vez bajo su propia bandera en el Campeonato de Europa de 1993, ganando la medalla de bronce.

## Historial

### Juegos Olímpicos
- 1964-1992: Parte de la Unión Soviética
- 1996: 11.º puesto
- 2000-2016: No clasificada

### Campeonato del Mundo
- 1952-1990: Parte de la Unión Soviética
- 1994: 11.º puesto
- 1998-2018: No clasificada

### Campeonato de Europa
- 1949-1991: Parte de la Unión Soviética
- 1993: 3.º puesto
- 1995: 7.º puesto
- 1997: 7.º puesto
- 1999: No clasificada
- 2001: 4.º puesto
- 2003: 9.º puesto
- 2005-2009: No clasificada
- 2011: 15.º puesto
- 2013-2015: No clasificada
- 2017: 13.º puesto
- 2019: Por determinar

### Liga Europea
- 2017: Campeón